# Szlak Metalurgów

Szlak Metalurgów – czarny znakowany szlak turystyczny w województwie śląskim.

## Informacje ogólne
Atrakcją turystyczną szlaku jest Sanktuarium św. Antoniego w Gołonogu, stanowiące wraz z cmentarzem i starodrzewem zespół przyrodniczo-krajobrazowy Wzgórze Gołonoskie.

## Przebieg szlaku
- Dąbrowa Górnicza Gołonóg PKP
- Dąbrowa Górnicza (Wzgórze Gołonoskie)
- Dąbrowa Górnicza Jamki
- Dąbrowa Górnicza Strzemieszyce Wielkie
- Sosnowiec Ostrowy Górnicze
- Sosnowiec Kolonia Cieśle
- Sosnowiec Kolonia Wągródka
- Sosnowiec Stare Maczki